# Strniště

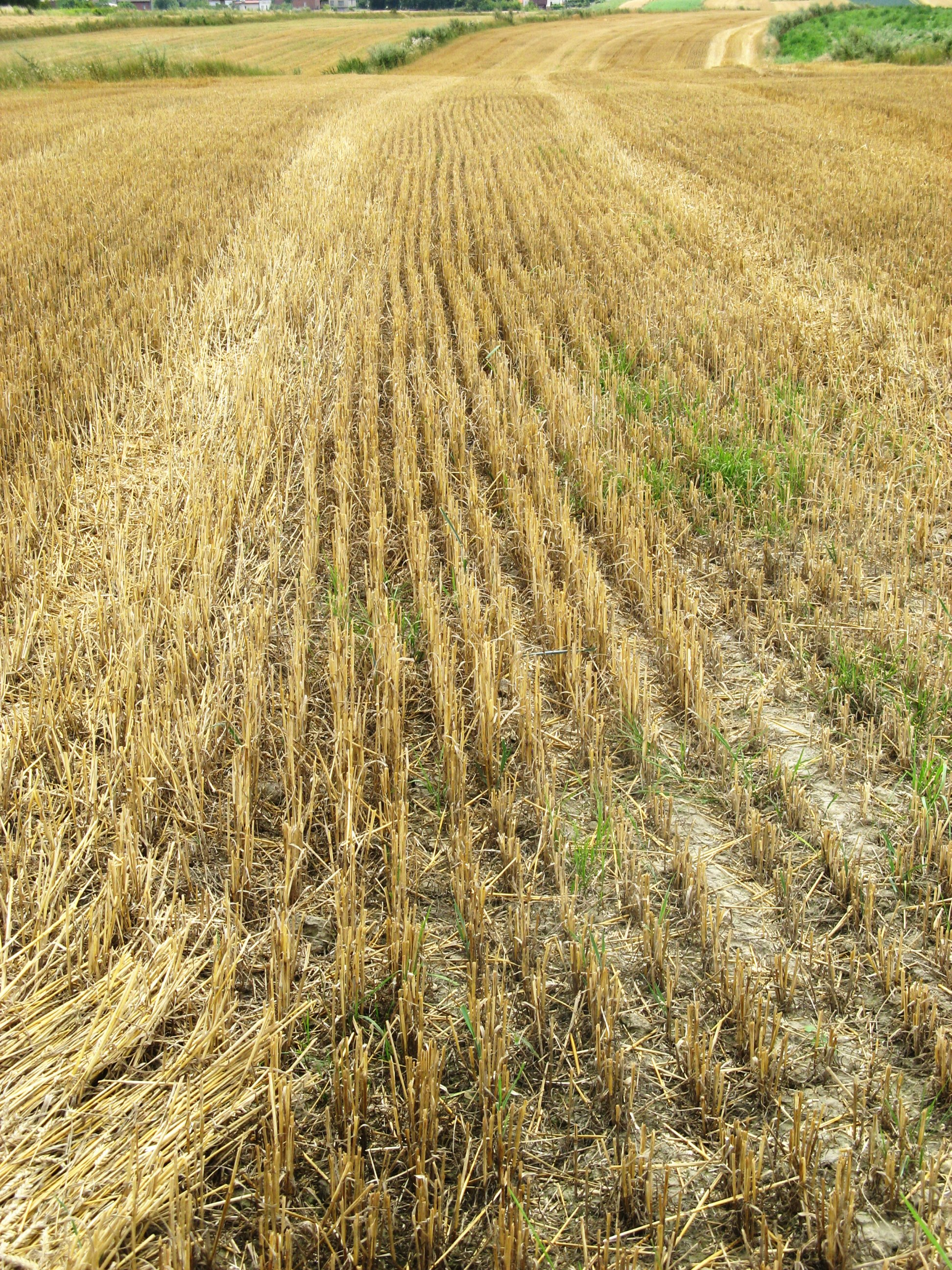
Pšeničné strniště, Siemianowice Śląskie, Polsko (červenec 2007)

Strniště (moravsky strnisko) je plocha pole po žních. Je charakterizována zbytky stébel obilovin, které zůstávají na poli po sklizni. Výška sekání určuje výšku strniště. V případě, že je porost poléhavý, seká se nízko u země. Pokud není potřeba slámy, seká se vysoko nebo je sláma rozdrcena drtiči zabudovanými přímo v kombajnu. Vyšší strniště může být též způsobeno kamenitostí pozemku, respektive opomenutím vyzbírání pozemku v předcházející sezóně. Výška stébel bývá většinou rovnoměrná, v případě sekání kosou, mohou být vidět charakteristické obloučky. Pokud nedochází k rozdrcení slámy, je následně na strništi nabalíkována, nebo posbírána sběrnými vozy. Strniště většinou vydrží několik dnů až týdnů, než je podmítnuto. Někdy je na ně před podmítkou rozmetán hnůj, kejda či jiná hnojiva. Občas se stává, že je zbylá sláma na strništi pálena – zde však hrozí nebezpečí požáru.
Funkcí strniště je ochrana půdy vůči vodní a větrné erozi. I když jsou stébla rostlin odumřelá, tím, že jejich kořeny prorůstají ornicí, je horní vrstva půdy chráněna před smyvem a odvátím. Prosvětlení porostu též umožní vzejití plevelů a výdrolu, které při následné podmítce či orbě poslouží jako zelené hnojení. Tím, že plevel vzklíčí, dojde také k eliminaci jeho semen a oddénků. Ve výsledku není potřeba používat další náročná agrotechnická opatření v boji proti němu. Strniště je též využíváno drobnější zvěří jako úkryt.